# Kaka de Nova Zelanda
El kaka (Nestor meridionalis) és una espècie d'ocell de la família dels estrigòpids (Strigopidae) que habita els boscos de Nova Zelanda.